# 許修直
許 修直（きょ しゅうちょく）は中華民国の官僚・文物収集家。旧名は卓然。字は西渓。北京政府・国民政府で官職を歴任し、後者では対日交渉に関わった。中華民国臨時政府など親日政権にも参与した。

## 事績
日本に留学、中央大学法科を卒業した。なお留学中に中国同盟会に加入している。帰国後は、江蘇提法司科長、蘇州私立法政学堂教習、浙江高等審判庁推事、同代理庁長、浙江官立法政学堂教習、大理院推事を歴任した。
1924年（民国13年）11月、黄郛に起用されて国務院印鋳局局長となる。以後、黄の腹心として活動することになった。1927年（民国16年）、国民政府に転じ上海市法制室主任となる。同年10月、交通部秘書長となった。翌年12月、交通部参事となる。1933年（民国22年）、行政院駐北平政務整理委員会委員（委員長：黄郛）にも任ぜられ、日本との折衝にもあたった。1935年（民国24年）7月、内政部長の黄の下で内政部常務次長に昇格した。翌年2月、病気により辞任した黄に従う形で許修直も辞任している。
日中戦争勃発後の1937年（民国26年）12月、中華民国臨時政府新民会厚生部長となる。翌年1月、行政委員会調査処処長となった。3月、中華民国維新政府で行政院司法行政部部長に任命されたが、これは受けなかった。同年7月、華北電信電話株式会社副総裁となる。このほか、北京華僑協会理事などをつとめた。1939年以降の動向はしばらく不詳となるが、1945年（民国34年）2月、汪兆銘政権の北京特別市市長に任ぜられている。汪兆銘政権崩壊後の動向は不詳だが、1954年に北京で死去した。享年74。

## 注
1. ↑  劉国銘主編（2005）、577頁と東亜問題調査会編（1941）、41頁による。徐主編（2007）、1683頁は1880年（光緒6年）とする。
2. 1 2 3  徐主編（2007）、1683頁。
3. 1 2 3  東亜問題調査会編（1941）、41頁。
4. ↑  この間、各職の就任状況は資料により異なる。本記事は主に東亜問題調査会編（1941）、41頁に拠った。